# Olympique de Cayenne
El Olympique de Cayenne es un equipo de fútbol de la Guayana Francesa que juega el Campeonato Nacional de la Guayana Francesa, la liga de fútbol más importante del país.

## Historia
Fue fundado el 21 de noviembre de 1927 en la capital de Cayena. Debutó en la primera por primera vez en 2001-02, jugó hasta 2002-03 cuando cayó en la 12.ª posición descendiendo a la segunda en 2003-04. El Olympique regresó a la primera en 2005-06, en esa misma vuelve a descenso. Luego la temporada 2008-09 regresó a primera, pero también vuelven a descender. El Olympique regresaría a primera en 2009-10, jugando hasta 2012-13 cuando finalizó en 12.ª posición. En 2016-17 volvería a primera luego de ganar uno de los grupos de la Promoción de Honor de la Guayana Francesa, durando dos temporadas cuando en 2017-18 descendería en la 11.ª posición.
En 2019-20 el club volvió a primera convirtiéndose campeón por primera vez en su historia.
El club también cuenta con la Copa de la Guayana Francesa en 1975-76.

## Palmarés
- Campeonato Nacional de la Guayana Francesa: 1

2019-20
- Copa de la Guayana Francesa: 1

1975-76
- Promoción de Honor de la Guayana Francesa: 2

2006-07, 2018-19

## Participación en competiciones de la Concacaf
| Temporada | Torneo                         | Ronda          | Club                  | Resultado |
| --------- | ------------------------------ | -------------- | --------------------- | --------- |
| 2021      | CONCACAF Caribbean Club Shield | Fase de grupos | AS Le Gosier          | Cancelado |
| 2021      | CONCACAF Caribbean Club Shield | Fase de grupos | AS Samaritaine        | Cancelado |
| 2021      | CONCACAF Caribbean Club Shield | Fase de grupos | South East United     | Cancelado |
| 2021      | Campeonato de Clubes de la CFU | Fase de grupos | Hope International FC | 1-4       |
| 2021      | Campeonato de Clubes de la CFU | Fase de grupos | AS Cavaly             | 0-5       |
| 2021      | Campeonato de Clubes de la CFU | Fase de grupos | RKSV Scherpenheuvel   | 1-3       |